# 584 км
584 км, бывшая станция Льгов II (Льгов-Сортировочный) — остановочный пункт Льговского железнодорожного узла с пассажирской платформой для пригородных поездов. Расположен на территории узловой грузовой сортировочной станции Льгов-Сортировочный (первоначальное название Льгов-2).
Расположен в городе Льгове Курской области и относится к Орловско-Курскому региону Московской железной дороги. Обслуживает пассажирские пригородные поезда, следующие по маршрутам: Льгов-Киевский (Льгов-I) — Комаричи — Брянск — Орловский; Льгов-Киевский — Комаричи — Орёл.
Парк Льгов II выполняет в основном сортировочную функцию. Рядом расположена Вагоноремонтная компания, которая является филиалом депо «Курск».

## Пассажирское сообщение
Делают остановку пригородные поезда, следующие по маршрутам Льгов — Брянск Льгов-Киевский — Комаричи — Брянск-Орловский и по маршруту Орёл — Льгов — Орёл Орёл — Комаричи — Льгов-Киевский — Орёл, а также ускоренный поезд Льгов-Киевский — Орёл. Касс нет.
Поезда дальнего следования не останавливаются.

## История
В 1868 году в семи верстах от уездного города Льгов была введена в эксплуатацию одноимённая станция на линии Киев—Курск Курско-Киевской железной дороги.
В 1897 году было завершено строительство линии Брянск - Льгов и станция Льгов стала узловой — расположенной на пересечении линий: Киев—Воронеж и Льгов—Брянск. В связи с расширением городской территории, станция Льгов оказалась в черте города.
В 1911 г. была введена в эксплуатацию углевозная линия частной Северо-Донецкой железной дороги, обеспечившая грузо-пассажирское сообщение между Донбассом и промышленными районами Центральной России в брянском направлении. В этом же году, в конечном пункте доставки (на значительном удалении от уездного города Льгова) — для передачи грузов и транзитных пассажиров государственной (казённой) Московской ж.д, на средства Сев. Дон ж.д., были построены и введены в эксплуатацию грузо-пассажирская станция, и в непосредственной близости от южной её горловины — оборотное паровозное депо, а также — железнодорожный посёлок для рабочих и служащих. В связи с тем, что с 1868 года в черте города была построена и введена в эксплуатацию чисто пассажирская станция под названием «Льгов», Московско-Киево-Воронежской ж.д. — по согласованию с МПС, было принято решение: пассажирскую станцию и железнодорожный посёлок казённой ж.д., именовать — «Льгов I», а удалённым от неё (примерно на 1,5 км) — грузо-пассажирскую станцию, паровозное депо, и железнодорожный посёлок, принадлежащие частной Сев. Дон.ж.д., именовать — общим названием «Льгов II».
В 1911 году была введена в эксплуатацию линия Льгов — Харьков Северо-Донецкой железной дороги. Для обслуживания линии на некотором отдалении от уездного города Льгова была построена станция Льгов II (станция Льгов I, существовавшая с 1868 года относилась к Московско-Киево-Воронежской железной дороге), возведено жильё для работников Северо-Донецкой железной дороги.
К началу Первой мировой войны, на участке: ст. «Харьков — Пассажирский» — ст. «Готня» — ст. «Льгов I», было обеспечено эксплуатационное взаимодействие в пассажирских перевозках, между Сев. Дон. ж.д, Южными железными дорогами и Московско-Киевско-Воронежской ж.д., в процессе которого депо «Льгов II», обеспечивало оборачиваемость и экипировку не только своих паровозов, но и пассажирских паровозов Южн. ж.д., прибывающих с поездами на ст. «Льгов I».
После окончания Гражданской войны, Северо-Донецкая ж.д. была переведена в государственную собственность и частично разукрупнена, в частности: участок от Харькова до ст. Готня, остался в составе Сев.дон ж.д., но при этом был передан под управление Южных ж.д., а участки от ст. Готня до станций «Льгов I» и «Льгов II» были переданы под управление Московской ж.д.
В 1929 году станция Льгов II была переименована в Льгов-Сортировочный.
В годы Великой Отечественной войны на станции действовала подпольная группа под руководством Н. И. Быкова. В конце декабря 1942 года участниками группы С. Костюченко и И. Лебедевым был взорван паровоз в депо.

## Фото

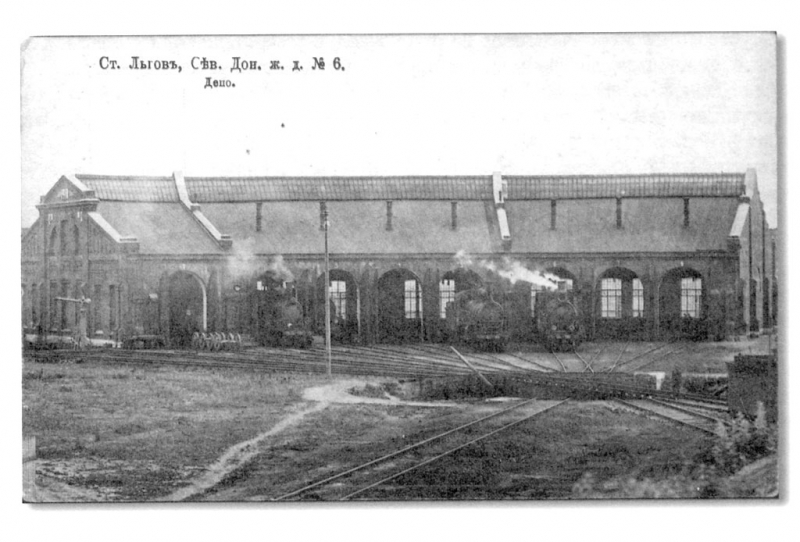
Паровозное депо станции Льгов II.
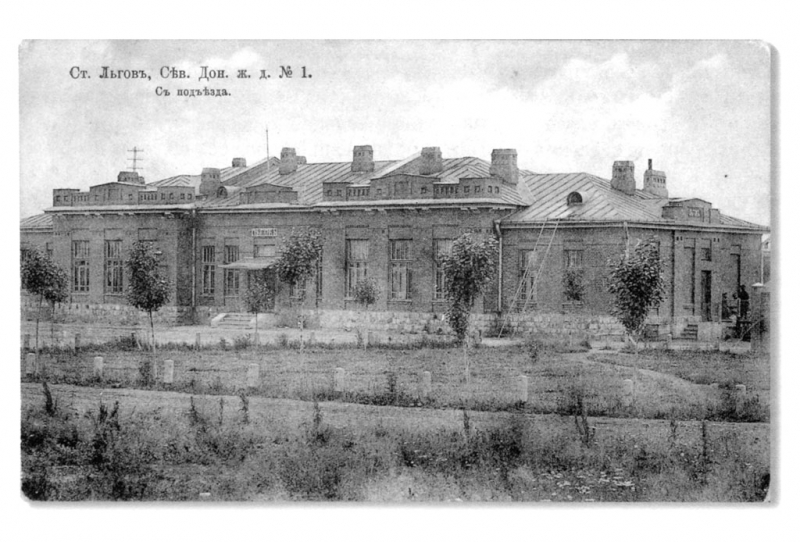
Станция Льгов II в 1910-х.
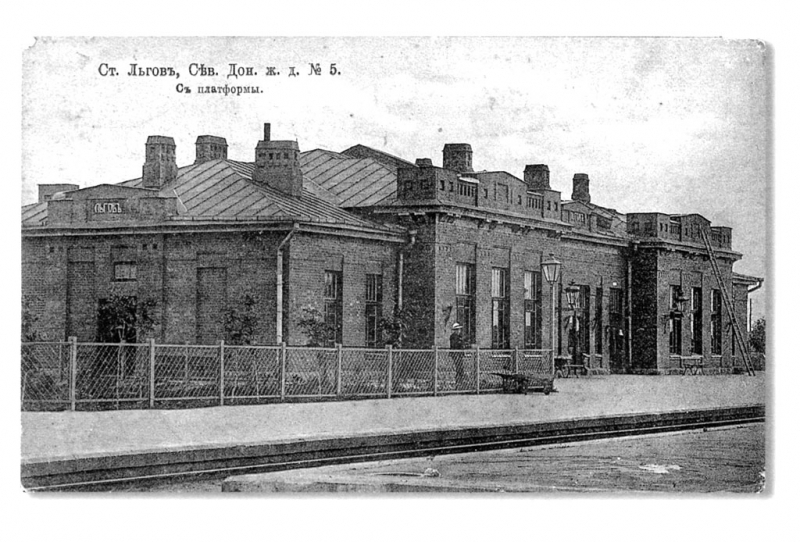
Пассажирское здание станции Льгов II в 1910-х (вид со стороны ж.д.).